# 布朗什福斯和拜
布朗什福斯和拜（法語：Blanchefosse-et-Bay，法語發音：[blɑ̃ʃfos e bɛ]）是法国大東部大區阿登省的一个市镇，属于沙勒维尔-梅济耶尔区。

## 地理
布朗什福斯和拜（49°46'39"N, 4°14'9"E）面积20.47 平方千米，位于法国大東部大區阿登省，该省份为法国北部内陆省份，西接埃纳省，南至马恩省，东临默兹省，北与比利时接壤。
与布朗什福斯和拜接壤的市镇（或旧市镇、城区）包括：莱索泰勒、布吕讷阿梅勒、蒙圣让、雷西尼、阿乌斯特、拉费雷、勒弗雷蒂、阿纳普、吕米尼。
布朗什福斯和拜的时区为UTC+01:00、UTC+02:00（夏令时）。

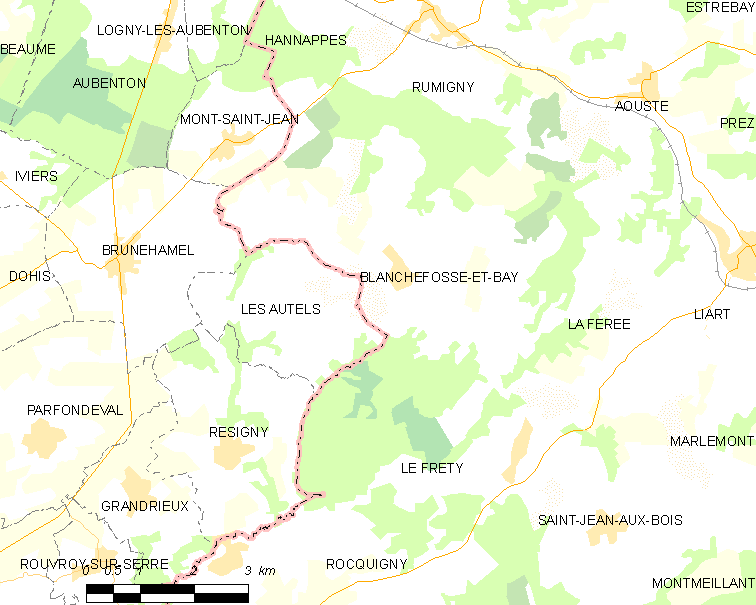
布朗什福斯和拜的OSM定位图

## 行政
布朗什福斯和拜的邮政编码为08290，INSEE市镇编码为08069。

## 政治
布朗什福斯和拜所属的省级选区为锡尼拉拜县。

## 人口

1962-2008年间布朗什福斯和拜人口变化图示

布朗什福斯和拜于2022年1月1日时的人口数量为136人。